# Pélopsie
La pélopsie est un trouble de la perception visuelle humaine dans lequel les objets apparaissent plus près qu'ils ne le sont réellement. 